# Komiža
Komiža (ital. Comisa) ist eine kroatische Kleinstadt mit Hafen an der Westküste der Insel Vis im Adriatischen Meer. Sie gehört zur Gespanschaft Split-Dalmatien und befindet sich in etwa 10 Kilometer Entfernung von der Stadt Vis.
Die Siedlung wurde im 12. Jahrhundert zum ersten Mal urkundlich erwähnt. Die Hafenzitadelle wurde 1585 erbaut. Komiža befindet sich am Fuße des Berges Hum (587 m). Komiža hat eine regelmäßige Katamaranverbindung mit Split und zwei Straßenverbindungen mit der Stadt Vis. Die Wirtschaft basiert auf Weinbau, Fischerei und Tourismus.
Zum Gemeindegebiet Komižas gehört auch die Insel Biševo.

## Bekannte Personen
- Ranko Marinković (1913–2001), Schriftsteller

## Weblinks

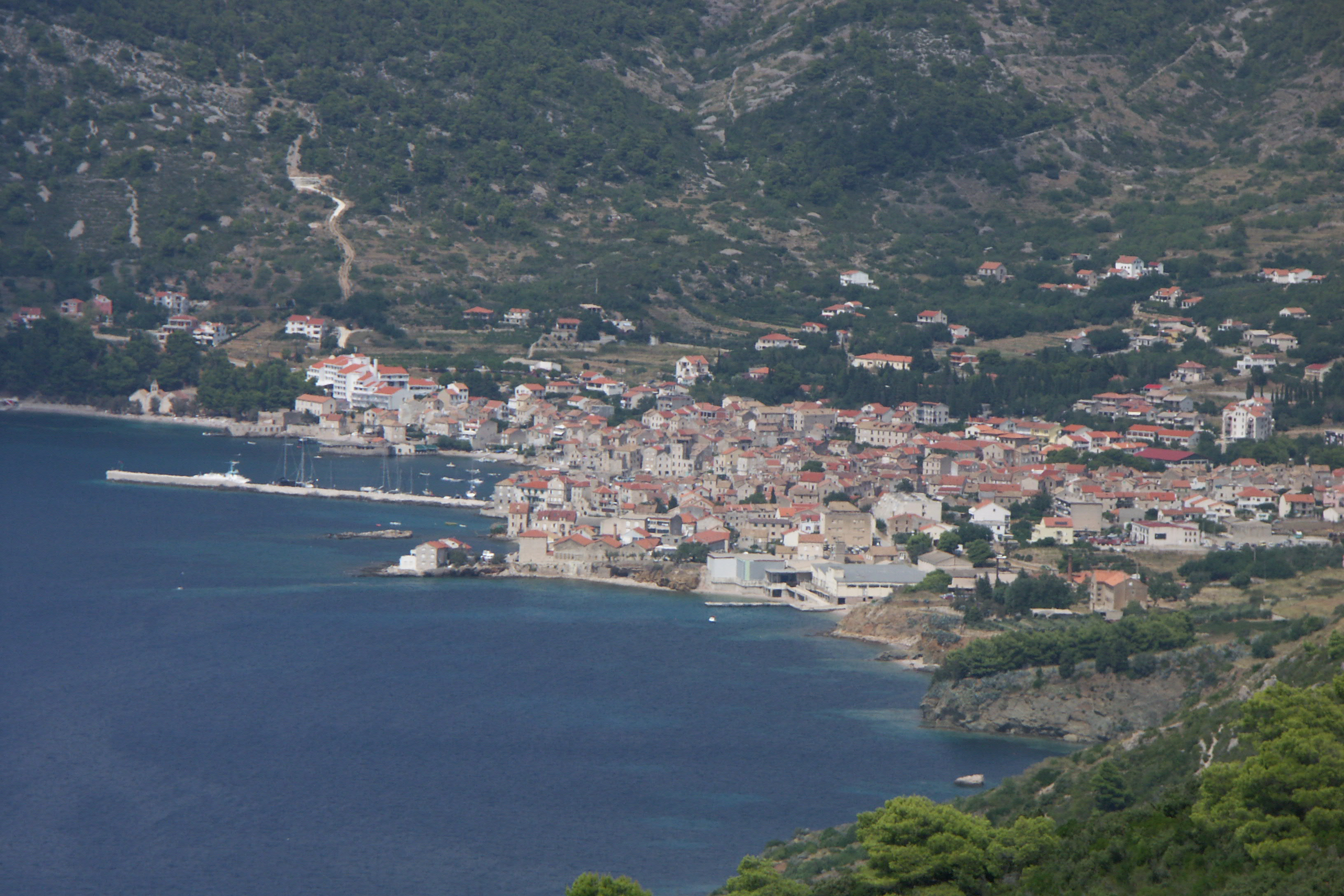
Komiža

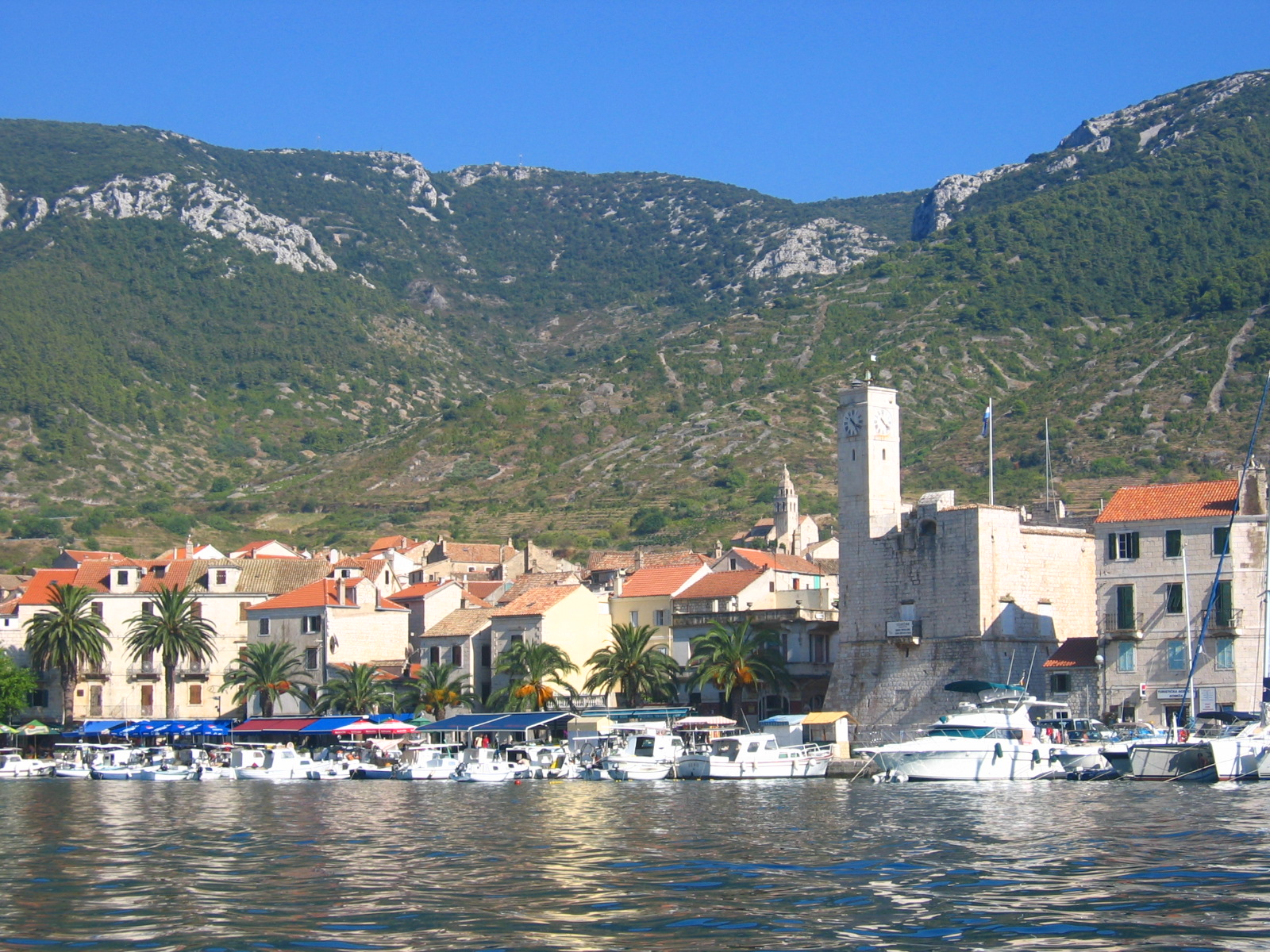
Komiža